# Cypress Lawn Memorial Park

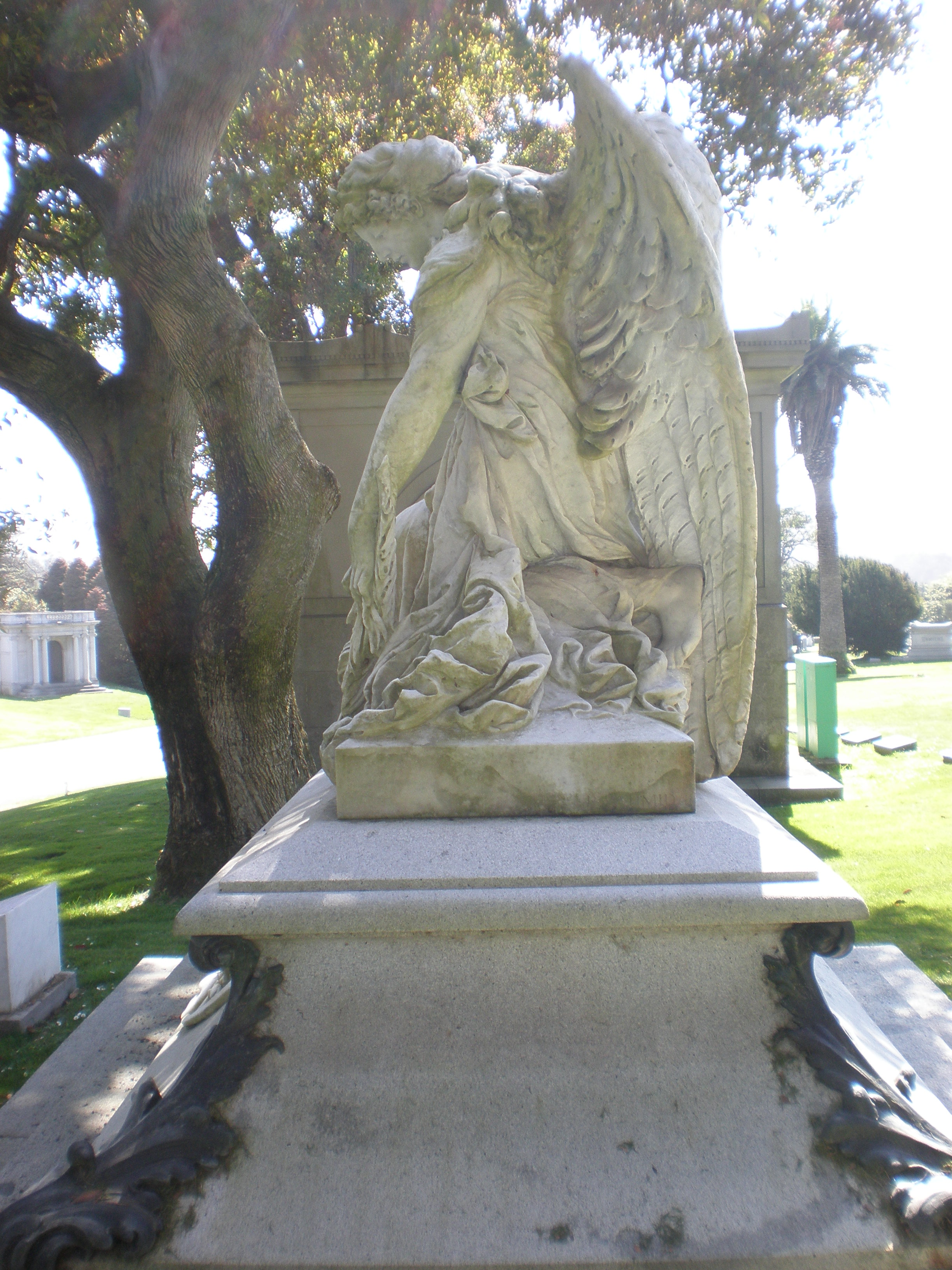
Engel bij het graf van Thomas O. Larkin.

Cypress Lawn Memorial Park is een begraafplaats, arboretum en botanische tuin ten zuiden van de Amerikaanse stad San Francisco, in Colma (San Mateo County, Californië). Colma staat bekend als de city of the silent, omdat er verschillende grote begraafplaatsen zijn, waaronder Cypress Lawn, maar ook Eternal Home, Greek Orthodox Memorial Park, Greenlawn Cemetery, Greenlawn Memorial Park, Hills of Eternity, Holy Cross Cemetery,
Holy Sun Memorial Cemetery, Home of Peace Cemetery, Italian Cemetery and Mausoleum, Olivet Memorial Park, Salem Memorial Park en Woodlawn Cemetery.
De begraafplaats van Cypress Lawn, in landschapsstijl, kwam in 1892 tot stand. Cypress Lawn bestaat eigenlijk uit drie afzonderlijke delen, West Side Gardens, East Side Gardens en Hillside Gardens, waarvan er twee langs El Camino Real (SR 82) liggen en een aan de Hillside Boulevard. De begraafplaatsen herbergen een grote collectie aan bomen, sierplanten en bloemen.

## Noemenswaardige personen die er begraven zijn
Er liggen verschillende notabelen uit de San Francisco Bay Area, alsook leden van de Hearst-familie.
- Isabella Macdonald Alden (1841-1930), schrijfster
- Gertrude Atherton (1857-1948), schrijfster
- Hubert Howe Bancroft (1832-1918), historicus en etnoloog
- Lincoln J. Beachey (1887-1915), vliegenier en stuntpiloot
- David C. Broderick (1820-1859), politicus
- Dolph Camilli (1907-1997), honkbalspeler
- Joseph Paul Cretzer (1911-1946), crimineel
- Eddie Fisher, (1928-2010), zanger
- James Clair Flood (1826-1889), zakenman
- Phineas Gage (1823-1860), spoorwegarbeider die een uitzonderlijk arbeidsongeval overleefde en een neurologische casestudy werd
- George Hearst (1820-1891), zakenman en politicus
- Phoebe Hearst (1842-1919), filantrope en feministe
- William Randolph Hearst (1863-1951), krantenmagnaat
- Hiram Johnson (1866-1945), politicus
- William Lobb (1809-1864), Brits plantenverzamelaar
- Frederick Low (1828-1894), politicus
- Thomas Mooney (1882-1942), verkeerdelijk veroordeeld activist en vakbondsleider
- James Van Ness (1808-1872), burgemeester van San Francisco
- Lefty O'Doul (1897-1969), honkbalspeler en -manager
- Lincoln Steffens (1866-1936), onderzoeksjournalist